# في (نظام التشغيل)
في نظام التشغيل V (مكتوبة أحيانا V-النظام) هو وقفها النوية نظام التشغيل الذي تم تطويره من قبل أعضاء هيئة التدريس والطلاب في النظم الموزعة المجموعة في جامعة ستانفورد 1981-1988، بقيادة البروفيسور ديفيد تشيريتون وكيث A. انتس. كان V هو خليفة أنظمة التشغيل Thoth و Verex التي طورتها Cheriton في السبعينيات. وعلى الرغم من أسماء مشابهة جدا ومواعيد تطوير وثيقة، فإنه لا علاقة له V نظام UNIX .

## المميزات
المفاهيم الأساسية في V هي multithreading و تمريرة رسائل متزامنة . تستخدم مصطلحات V الأصلية «عملية» لما يسمى الآن "thread"، و "team" لما يسمى الآن بـ «process» الذي يتكون من سلاسل محادثات متعددة تتشارك في مساحة العنوان. يستخدم الاتصال بين مؤشرات الترابط في V تمرير الرسائل المتزامنة، مع رسائل قصيرة ذات طول ثابت يمكن أن تتضمن حقوق الوصول للمستلم لقراءة أو كتابة جزء من مساحة عنوان المرسل قبل الرد. يتم استخدام نفس واجهة تمرير الرسائل بين مؤشرات الترابط ضمن عملية واحدة، بين سلاسل عمليات مختلفة داخل جهاز واحد،إيثرنت. لا يلزم إرسال سلسلة رسائل لاستلامها قبل تلقي رسائل أخرى؛ هذا الموقر من نموذج ادا رندفاروس.
أحد الأنماط الشائعة لاستخدام أداة المراسلة هو أن يقوم العملاء بإرسال رسائل إلى خادم يطلبون شكلاً من أشكال الخدمة. من جانب العميل، يبدو هذا مثل RPC (استدعاء إجراء بعيد). كانت تفتقر إلى راحة المولد التلقائي، ولكن من ناحية أخرى، يمكن للعميل تمرير معلمة واحدة حسب المرجع، وهو أمر غير ممكن مع تطبيقات RPC الأخرى. من جانب الخادم، يختلف النموذج عن RPC ، نظرًا لأن جميع طلبات العميل يتم تعدد إرسالها على مؤشر ترابط خادم واحد بشكل افتراضي. الخادم مجاني لخيوط مفترق بشكل واضح لمعالجة طلبات العميل بالتوازي، ومع ذلك؛ إذا تم ذلك، يكون طراز جانب الخادم مثل RPC أيضاً.
لم يكن V هدفًا في حد ذاته لمجموعة ستانفورد. بدلاً من ذلك، تم استخدامه كوسيلة للعديد من المشاريع البحثية المختلفة في أنظمة التشغيل الموزعة والشبكات. مثل الكثير من الجهود الأخرى لنظام التشغيل في يومه (مثل Sprite)، كان V نظامًا كاملاً كان يستضيفه في الغالب. ركض العديد من الطلاب V كنظام التشغيل الوحيد على محطات العمل SUN أو محطات عمل MicroVAX . يمكن القيام بالتجميع إما على V نفسها أو على أجهزة VAX Unix التي توفر خدمة الملفات في بيئة أكثر استقرارًا من نظام البحث المتغير باستمرار.
كان لدى V بعض التأثيرات الملحوظة. بعد التنفيذ الأولي على جهاز كمبيوتر واحد، تم تطوير بروتوكول يسمى بروتوكول معاملة الرسائل المتعدّدة (VMTP) لتوسيع دلالات الاتصال نظام الإرسال - تلقي - الرد عبر شبكة اتصال محلية.
تضمن البروتوكول دعم البث المتعدد الذي طوره ستيف ديرنج كطالب دراسات عليا في المجموعة. على بروتوكول الإنترنت طبقة لدعم هذه تطورت إلى الإرسال المتعدد IP القياسية.
تم استخدام نظام V للبحث في واجهة المستخدم الرسومية. وقدمت الخدمات الطرفية الرسومات الظاهرية (VGTS) وحدات نظام النوافذ للتطبيقات المحلية والبعيدة. لقد حصل نظام W Window المعروف كثيرًا على اسمه لأنه تم استضافته لأول مرة على نظام التشغيل V ، وحصل نظام X Window المعروف بشكل أفضل على اسمه لأن نسخته الأولى كانت مستندة جزئيًا إلى W. V أنتجت أيضًا microgernel نقية أخرى في Apple Computer المعروفة باسم Vanguard ، والتي أضافت عددًا من التحسينات على النظام الأساسي. اختفى في وقت لاحق في طليعة إعادة التنظيم. وتكترونكسوقد تم تطوير أداة القياس التليفزيونية VM700 في بيئة شبكية V في أواخر الثمانينات من القرن الماضي، ونفذت نسخة معدلة قليلاً من نظام التشغيل V ؛ تم تصنيع هذا الجهاز وبيعه لسنوات عديدة.

## روابط خارجية
- وثائق نظام V على bitsavers.org